# 清宁县
清宁县（1959年2月－1961年9月7日），中国福建省旧县名。
1959年2月，清流县和宁化县合并为清宁县，隶属于龙岩专区，县政府驻原宁化县城关；24日，正式合署办公。1961年6月6日，清流、宁化开始分署办公；9月7日，福建省人民委员会正式撤销清宁县，恢复清流县、宁化县建制。